# Qin Yongmin
Qin Yongmin (chinois simplifié : 秦永敏), né le 11 août 1953, est un écrivain chinois, militant des droits de l’homme et commentateur politique, cofondateur du Parti démocrate chinois.